# Greased Lightning (film fra 1919)
Greased Lightning er en amerikansk stumfilm fra 1919 af Jerome Storm.

## Medvirkende
- Charles Ray som Andy Fletcher
- Wanda Hawley som Alice Flint
- Robert McKim som Alden J. Armitage
- Willis Marks som Laban Flint
- Bert Woodruff